# Евдоксий Антиохийский
Евдоксий Антиохийский (греч. Ευδόξιος ο Αντιοχείας; ? — 369, Константинополь) — Архиепископ Антиохийский в 357—360 годах и Архиепископ Константинопольский в 360—369 годах, один из лидеров самого радикального крыла арианства (аномеев). Проповедовал отрицание подобия Христа Богу-Отцу. В 357 году с помощью хитрости, интриг и протекции придворных евнухов получил место антиохийского архиерея. Император Констанций II, не разделявший взглядов аномеев, отрицательно отнёсся к захвату Евдоксием антиохийской епархии. Однако тот оставался на архиепископском престоле Антиохии до 360 года, когда он занял более престижную кафедру в Константинополе, на которой и оставался до самой смерти.